# Hércules de Miranda
Hércules de Miranda (Guaxupé, Brasil, 2 de julio de 1912-Río de Janeiro, Brasil, 3 de septiembre de 1982), más conocido como Hércules, fue un futbolista brasileño que jugaba como delantero.

## Selección nacional
Fue internacional con la selección de fútbol de Brasil en 6 ocasiones y convirtió 3 goles. Formó parte de la selección que obtuvo el tercer lugar en la Copa del Mundo de 1938.

### Participaciones en Copas del Mundo
| Mundial                        | Sede    | Resultado    | Partidos | Goles |
| ------------------------------ | ------- | ------------ | -------- | ----- |
| Copa Mundial de Fútbol de 1938 | Francia | Tercer lugar | 2        | 0     |

## Clubes
| Club                  | País   | Año       |
| --------------------- | ------ | --------- |
| Juventus-SP           | Brasil | 1930-1933 |
| São Paulo da Floresta | Brasil | 1933      |
| Fluminense            | Brasil | 1933-1941 |
| Corinthians           | Brasil | 1942-1948 |

## Palmarés

### Campeonatos regionales
| Título                   | Club       | País   | Año  |
| ------------------------ | ---------- | ------ | ---- |
| Campeonato Carioca (LCF) | Fluminense | Brasil | 1936 |
| Campeonato Carioca       | Fluminense | Brasil | 1937 |
| Campeonato Carioca       | Fluminense | Brasil | 1938 |
| Campeonato Carioca       | Fluminense | Brasil | 1940 |
| Campeonato Carioca       | Fluminense | Brasil | 1941 |

### Distinciones individuales
| Distinción                              | Año  |
| --------------------------------------- | ---- |
| Máximo goleador del Campeonato Paulista | 1943 |